# Swarthmoor Hall

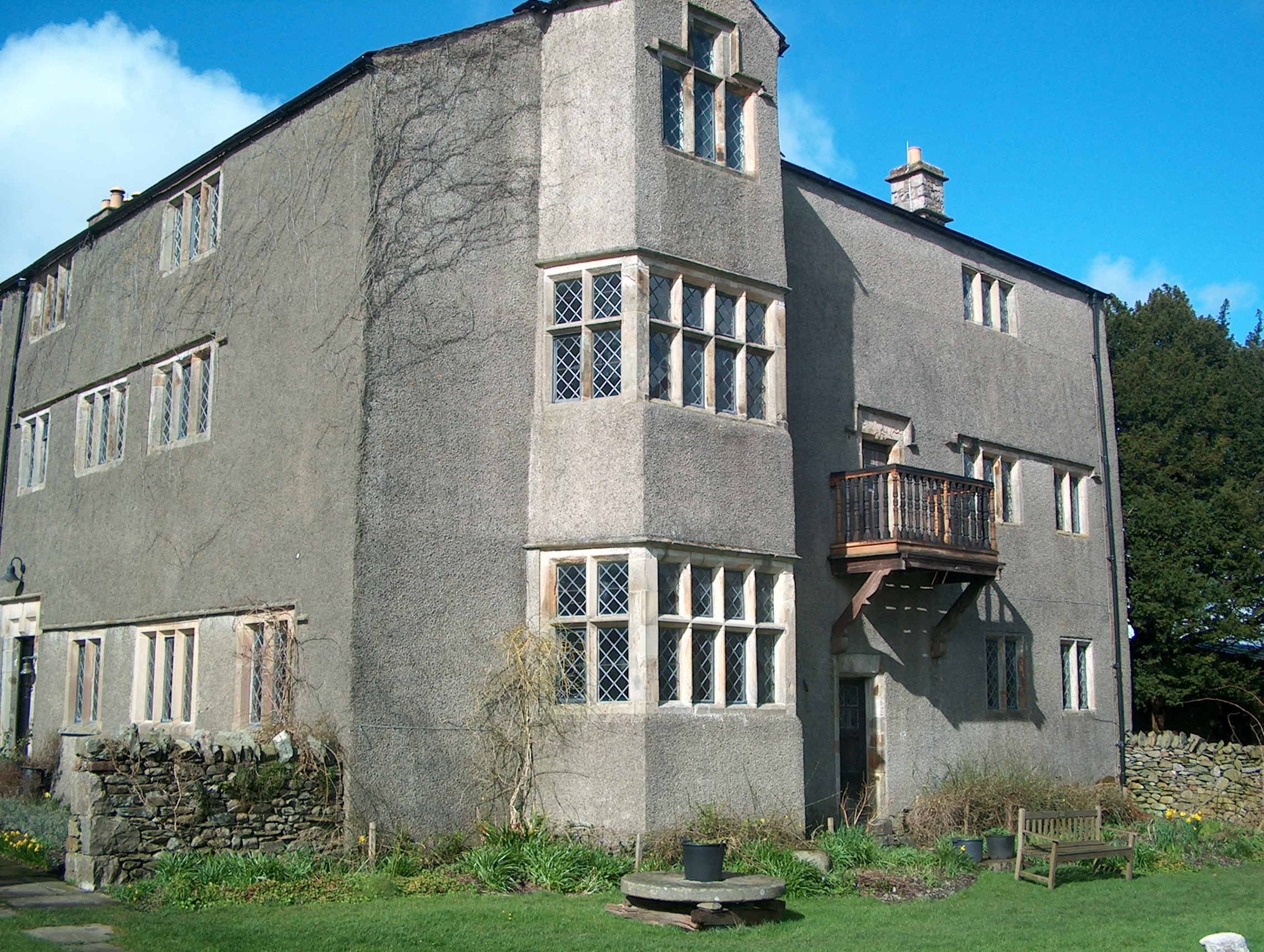
Swarthmoor Hall, sierpień 2007 roku

Swarthmoor Hall — rezydencja w Swarthmoor, w krainie Furness, w hrabstwie Kumbria, w regionie North West England. Furness stanowiło dawniej część hrabstwa Lancashire. Posiadłość była domem Thomasa Fella i jego żony Margaret, która odegrała ważną rolę w powstaniu Religijnego Towarzystwa Przyjaciół (kwakrów) w XVII wieku. Obiekt uznany został przez English Heritage za zabytek klasy II* i nadal jest wykorzystywany przez kwakrów: organizuje się w nim kursy, ponadto służy jako ustronie. 

## Historia
Swarthmoor Hall został wzniesiony przez prawnika George'a Fella około 1568 roku. Odziedziczył go jego syn Thomas, prawnik, członek Parlamentu Anglii, wicekanclerz Księstwa Lancaster, wpływowy zwolennik okrągłogłowych podczas angielskiej wojny domowej. W 1634 roku poślubił on Margaret Askew, która zamieszkała wtedy w rezydencji. 
George Fox odwiedził posiadłość w 1652 roku. Thomas Fell był wtedy w podróży, jako sędzia, lecz George Fox spotkał się z Margaret Fell, która okazała zainteresowanie jego nową doktryną. Dzięki jej protekcji wygłosił on kazania w St Mary's Church w pobliskim Ulverston oraz w samym Swarthmoor Hall. Podczas jego pobytu w rezydencji wielu ludzi przekonało się do jego nauk. 

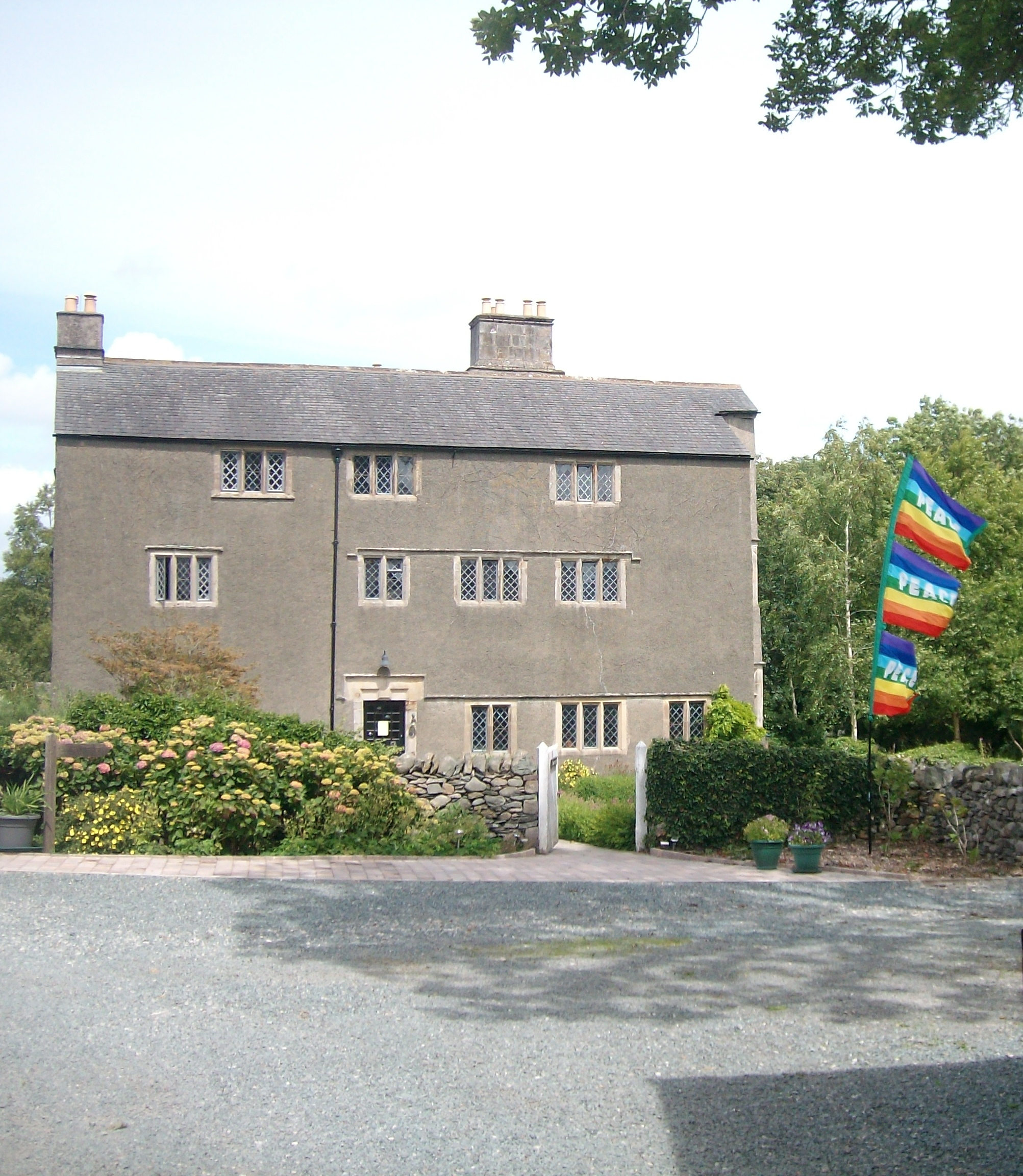
Swarthmoor Hall, lipiec 2010 roku

Kiedy Thomas Fell wrócił do domu, został namówiony przez żonę i kilka innych osób, aby posłuchać Geogre'a Foxa, który z powodzeniem odwoływał się do jego proparlamentarnych sympatii. Thomas Fell nigdy nie przekonał się w pełni do nauczania G. Foxa, ale wyraził zgodę na to, aby jego dom służył za miejsce spotkań dla pierwszych kwakrów. Wśród nich byli m.in. Alice i Thomas Curwenowie, misjonarze i kaznodzieje, pochodzący z pobliskiego Baycliff, którzy prowadzili ożywioną działalność w Furness, następnie w Nowej Anglii, na Barbados i Nevis, a potem w Huntingdonshire i innych częściach Anglii. Spotkania odbywały się w Swarthmoor Hall do 1691 roku, kiedy to niedaleko wzniesiony został dom spotkań. 
Thomas Fell zmarł w 1658 roku. Jedenaście lat później George Fox ożenił się z owdowiałą Margaret Fell i kiedy nie podróżował, od czasu do czasu mieszkał w posiadłości. George Fox zmarł w Londynie w 1691 roku, Margaret Fox zaś w 1702 roku w Swarthmoor Hall.

## Kwakrzy
Londyńskie Spotkanie Roczne (ang. London Yearly Meeting) w 1951 roku zakupiło rezydencję za 9 tysięcy funtów i do dziś należy ona do kwakrów.
Swarthmore Lecture to seria wykładów, zapoczątkowana w 1908 roku, skierowana do Brytyjskiego Spotkania Rocznego (ang. Britain Yearly Meeting). Ufundowany przez kwakrów Swarthmore College w Pensylwanii nazwany został tak po Swarthmoor Hall. Swarthmoor to także jeden z budynków (obok Firbank, Pendle oraz Briggflatts) Bootham School, kwakierskiej szkoły z internatem w Yorku, był również jednym z trzech budynków Great Ayton Friends' School.